# Royal Brunei Airlines
Royal Brunei Airlines è la compagnia aerea di bandiera del Brunei e ha come hub principale l'aeroporto Internazionale del Brunei nella capitale Bandar Seri Begawan.

## Storia

### Il periodo della pre-indipendenza (1974-1983)

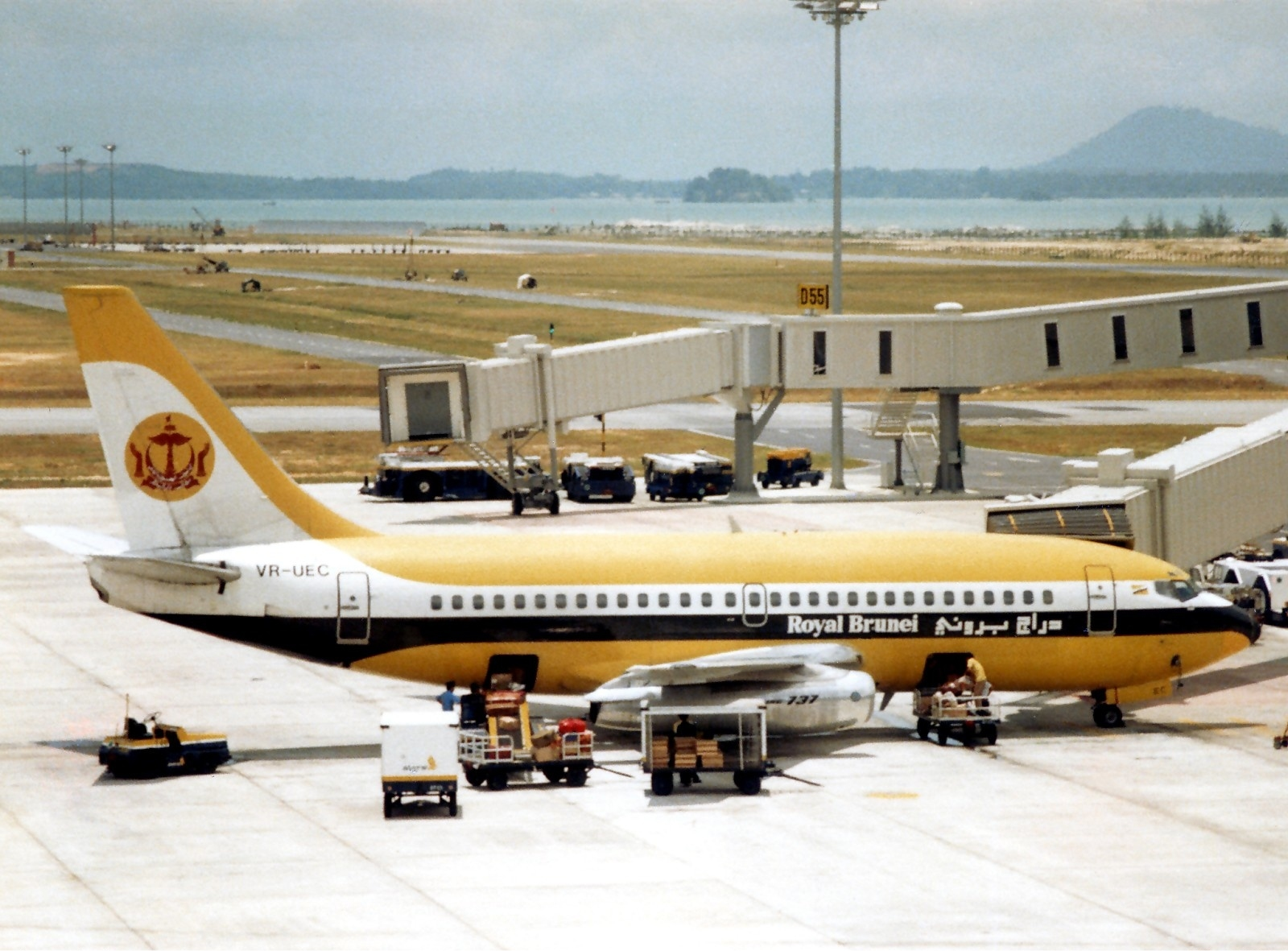
Un Boeing 737-200 di Royal Brunei nel 1982

La Royal Brunei Airlines fu fondata (con il solo nome di Royal Brunei) il 18 novembre 1974 con due Boeing 737-200, allora nuovi; il viaggio inaugurale della compagnia aerea avvenne il 14 maggio 1975 dall'allora appena costruito aeroporto Internazionale del Brunei verso Singapore. I voli per l'allora colonia britannica di Hong Kong e per le città di Kota Kinabalu e Kuching nella Malesia orientale (Borneo malese) iniziarono lo stesso giorno. La prima espansione delle rotte comprendeva servizi verso Manila nel 1976 e Bangkok nel 1977. Tre anni dopo, Royal Brunei acquistò un Boeing 737-200QC, il suo terzo Boeing 737, che le permise di raggiungere Kuala Lumpur nel 1981 e Darwin nel 1983.

### Il periodo d’indipendenza nazionale (1984-1991)
Dopo l'indipendenza del Brunei dal Regno Unito, avvenuta il 1º gennaio 1984, il 3 gennaio sono iniziati i servizi verso Giacarta, collegando così dal Brunei tutte le cinque capitali dell'ASEAN dell'epoca: Bangkok, Giacarta, Kuala Lumpur, Manila e Singapore. A metà degli anni ottanta sono stati acquistati tre Boeing 757-200, per consentire alla compagnia di espandersi a Taipei nel 1986 e a Dubai nel 1988. I Boeing 757-200 vennero utilizzati anche per le rotte a lungo raggio verso Singapore, Hong Kong, Bangkok, Giacarta e Kuala Lumpur; dopo l'introduzione del 757, il 737 venne gradualmente abbandonato. Nel 1990, Royal Brunei ha iniziato il suo primo volo verso l'Europa, con l'avvio dei servizi per Francoforte sul Meno via Bangkok e Dubai. I servizi per l'aeroporto di Londra Gatwick (LGW) sono iniziati nel 1990 via Singapore e Dubai, per poi passare all'aeroporto di Londra Heathrow (LHR) nel 1991, quando sono stati inaugurati i servizi per Perth e per Gedda via Dubai.

### Rapida espansione (1992-1996)
L'arrivo del Boeing 757-200 ha dato il via all'espansione di Royal Brunei nel medio e lungo raggio. Con la rapida espansione della compagnia aerea, i 737 furono venduti e sostituiti dai Boeing 767. Prima di allora, i 757-200 servivano la compagnia aerea tra il Brunei, il Medio Oriente e Gatwick.
La consegna del primo Boeing 767 (dopo un 767-200 in leasing immatricolato CC-CEX) ha battuto un record mondiale, volando per 17 ore e 22 minuti senza scalo dalla fabbrica Boeing di Seattle all'aeroporto internazionale Jomo Kenyatta di Nairobi, diretto in Brunei. Sono stati consegnati altri sette 767, portando la flotta a otto Boeing 767 e due Boeing 757 (uno dei 757 è stato venduto per finanziare l'acquisto dei nuovi 767).
Nel marzo 1993 è stata aggiunta alla rete di rotte Abu Dhabi, attraverso la quale i voli per Francoforte e Gedda sono stati dirottati al posto di Dubai. Bali è stata la seconda città indonesiana ad essere aggiunta alla rete nel maggio dell'anno. I voli per la terza destinazione europea, Zurigo, sono iniziati nell'agosto 1993 via Kuala Lumpur e un'altra nuova destinazione, il Bahrain. Prima della fine dell'anno, la compagnia ha inaugurato i servizi per Pechino (ottobre) e Il Cairo (novembre), rispettivamente via Kuala Lumpur e Bahrain. Royal Brunei Airlines ha venduto il suo ultimo Boeing 737 ad Aloha Airlines.
La crescita della rete è proseguita nel 1994. La consegna di due Fokker F50 è stata utilizzata per avviare i servizi verso Miri e Labuan, nella Malesia orientale, nello stesso anno. In giugno e dicembre sono stati avviati anche i voli per Brisbane e Osaka (il servizio per Brisbane era inizialmente instradato via Darwin, ma in seguito è stato trasformato in un volo non-stop). Il desiderio di collegare tutte le principali città petrolifere e del gas del Borneo ha visto l'aggiunta di Balikpapan alla rete di rotte a dicembre. Sempre nel 1994 sono iniziati i collegamenti per Calcutta tramite Singapore e poi verso Dubai. Nello stesso anno sono stati acquistati due Dornier 228, noleggiati dal vettore regionale malese Hornbill Skyways, per collegare il Brunei con l'aeroporto di Mulu. I servizi per Il Cairo e Calcutta (via Singapore) furono sospesi a metà del 1995 a causa del basso numero di passeggeri. Nel 1996 gli F50 sono stati sostituiti dai più grandi e confortevoli Fokker F100 (usati dal precedente proprietario Swissair), che hanno alimentato l'espansione verso Bintulu. La rotta per Zurigo è stata sospesa nel settembre 1996, per consentire a Royal Brunei di iniziare i servizi giornalieri per Londra Heathrow. Alcuni voli per Londra sono stati instradati attraverso Yangon e Abu Dhabi, invece che via Singapore e Dubai; tuttavia, Yangon si è rivelata antieconomica ed è stata interrotta l'anno successivo.

### Il periodo di consolidamento (1997-2002)
Il 6 settembre 1997, il volo 238 della Royal Brunei Airlines, un Dornier 228 di proprietà della Royal Brunei Airlines, ma gestito e mantenuto dal vettore regionale malese Hornbill Airways, che trasportava 10 passeggeri a Miri, si è schiantato su un'altura vicino all'aeroporto di Miri. Tutti gli otto passeggeri e i due membri dell'equipaggio morirono. I rimanenti Dornier 228 furono venduti nel 1997 e i servizi a corto raggio che collegavano il Brunei a Miri, Labuan, Mulu e Bintulu furono interrotti.
Più tardi nello stesso anno, Surabaya fu la quarta destinazione indonesiana ad essere aggiunta. Nel 1998 sono state sospese le rotte poco redditizie verso Pechino e Osaka e gli F100 sono stati venduti alla Alpi Eagles Airlines. Il Kuwait è stato aggiunto alla rete nel 2000 ed è stato servito via Singapore, Kolkata e Dubai. Il servizio è stato sospeso un anno dopo. Nel 2001 è iniziato anche il servizio verso l'aeroporto internazionale di Shanghai Pudong. Nello stesso anno Royal Brunei ha avviato le prenotazioni online.

### Il rinnovamento (2003-2005)
Nel 2003 ha iniziato una profonda ristrutturazione, dopo anni di operazioni non redditizie. Il piano prevedeva che la flotta di Royal Brunei passasse da nove a ventiquattro aerei in un periodo di dieci anni, dal 2003 al 2013. La flotta di sei Boeing 767 sarebbe stata sostituita da quindici nuovi aeromobili a fusoliera stretta e otto a fusoliera larga; metà dei nuovi aeromobili sarebbero stati presi in leasing, mentre gli altri sarebbero stati acquistati. Il piano prevedeva anche nuovi servizi per Auckland, Ho Chi Minh City, Sydney, Seoul e Tokyo, oltre all'aumento delle frequenze su altri voli.
Le consegne dei nuovi Airbus A319 e A320, rispettivamente nel 2002 e nel 2003, hanno segnato l'inizio dell'operazione di riequipaggiamento. Due nuovi A319 con motore V2500 sono stati consegnati il 28 agosto e il 3 settembre. Gli A320 sono stati aggiunti il 21 dicembre 2003 e il 3 gennaio 2005. Tutti gli Airbus sono stati noleggiati dalla CIT Aerospace degli Stati Uniti con un contratto di sette anni, e sono impiegati principalmente su rotte regionali. Con la loro introduzione, i Boeing 757 sono stati eliminati e venduti ad altri.
Il 31 ottobre 2003, un aereo di Royal Brunei Airlines è atterrato all'aeroporto di Auckland, diventando così la prima destinazione in Nuova Zelanda e la prima nuova destinazione aggiunta alla rete nell'ambito della ristrutturazione. A maggio è stato lanciato Royal Skies, il programma frequent flyer della compagnia aerea.
Alla fine del 2003, Royal Brunei Airlines ha concluso un accordo controverso con Royal Tongan Airlines di Tonga. In base all'accordo, Royal Tongan Airlines ha preso in wet-lease uno dei due Boeing 757 rimanenti. In cambio, Royal Brunei Airlines ha avuto l'opportunità di aprire i mercati statunitensi attraverso Tonga. Tuttavia, prima che le rotte statunitensi potessero essere pianificate, Royal Tongan Airlines è andata in bancarotta con enormi debiti a metà del 2004, dopo meno di sei mesi di attività. Poiché Royal Tongan Airlines non era in grado di pagare i canoni di leasing, il 757 è stato ripreso e immagazzinato.
A partire dal marzo 2004, quattro Boeing 767 della Royal Brunei Airlines sono stati modificati con l'introduzione di poltrone SkyDreamer in Business Class, in sostituzione delle vecchie poltrone Skyluxe in First Class e Business Class. La Business Class è stata rinominata Sky Executive Class, mentre nella classe Economy ogni sedile è stato dotato di un televisore da 8,4 pollici. La Sky Executive Class è stata successivamente rinominata Business Class in seguito alla scarsa risposta del pubblico.
La rotta di Taipei, poco redditizia, è stata sospesa alla fine del 2004. Kuching e Calcutta sono state eliminate il 31 ottobre 2004 a causa dell'aumento dei prezzi del carburante, ma allo stesso tempo è stata aggiunta Sydney alla rete di rotte. A partire dal 17 dicembre, i voli per Gedda sono stati instradati attraverso Sharjah anziché Abu Dhabi. Nel corso dell'anno, la compagnia ha lanciato Blue Sky Fares, un servizio di prenotazione via Internet a basso costo, che offre tariffe più economiche in classe economica su destinazioni selezionate, per competere con i vettori low-cost della regione, come AirAsia. Nell'agosto 2005, Peter Foster si è dimesso dalla carica di CEO per assumere un incarico analogo presso un'altra compagnia aerea.

### Il periodo di crescita (2006-2012)

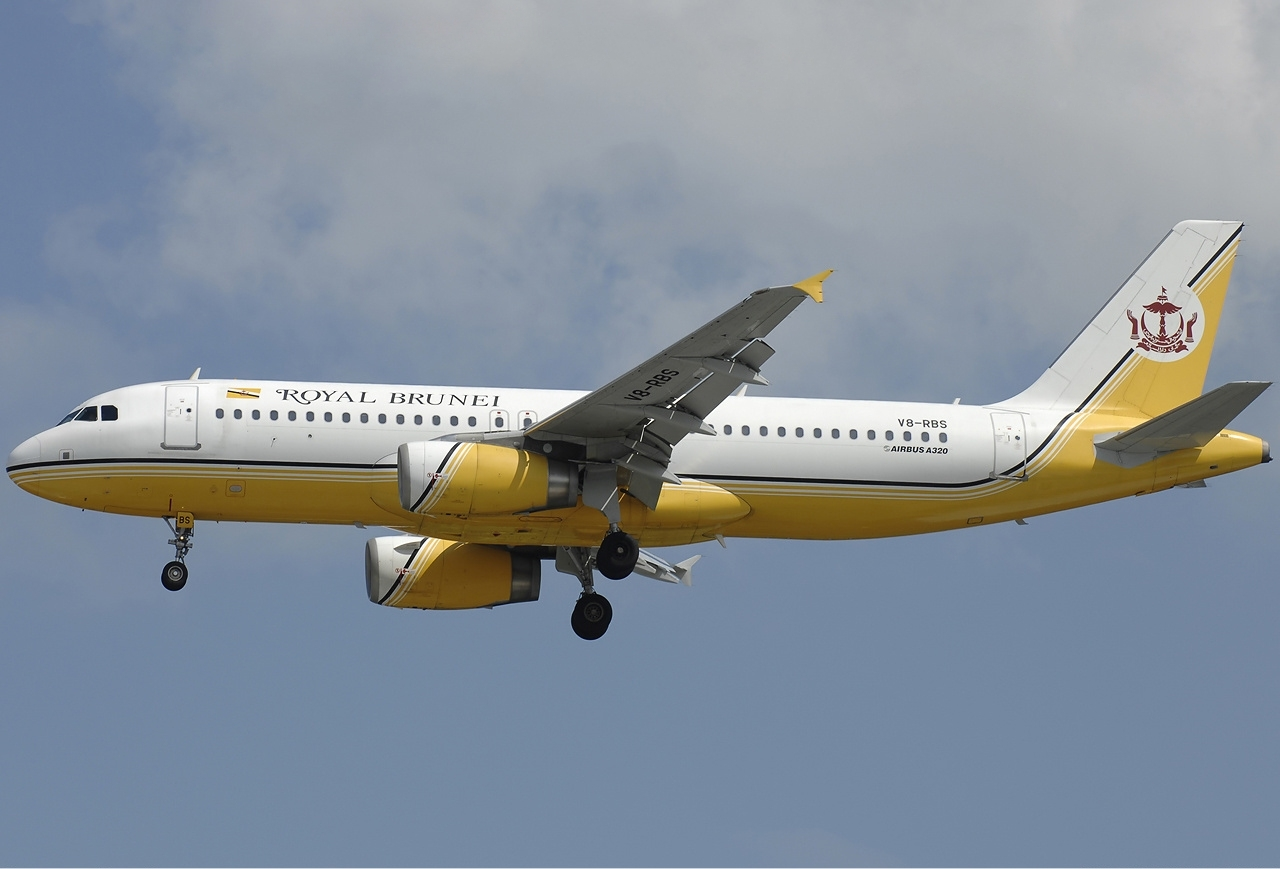
Un Airbus A320 della RB nel 2010

Nel maggio 2006, Royal Brunei Airlines ha aggiunto al suo network Ho Chi Minh City, una destinazione servita tre volte a settimana. Il 23 novembre 2007, il Brunei Darussalam e il Regno Unito hanno concordato di autorizzare un maggior numero di servizi aerei tra i due Paesi, rafforzando la cooperazione nel settore dell'aviazione. L'accordo è entrato in vigore con effetto immediato.
All'inizio di settembre 2007, Royal Brunei Airlines ha sospeso i voli per Francoforte sul Meno come parte della sua ultima ristrutturazione. Kuching è stata reintrodotta nella rete il 1º dicembre 2007, dopo un'interruzione di tre anni. Royal Brunei Airlines ha poi sospeso i servizi per Darwin il 26 gennaio 2008, dopo aver servito la rotta per 24 anni. Anche Sharjah è stata eliminata dalla rete all'inizio del 2008, in quanto i voli per Gedda sono serviti senza scalo da Bandar Seri Begawan. Shanghai è stata "sospesa" nell'aprile 2008, mentre Sydney e Bali sono state eliminate dall'orario estivo del 2008. Il 2 giugno 2008, Royal Brunei Airlines ha aumentato i servizi per Auckland da Bandar Seri Begawan offrendo un nuovo servizio diretto trisettimanale. Questo servizio diretto si aggiunge all'aumento della frequenza della rotta esistente via Brisbane da tre a quattro volte a settimana. Dal 28 marzo 2010 il servizio per Shanghai è ripreso con una frequenza di quattro volte a settimana. Auckland è stata separata da Brisbane, rendendo Auckland cinque volte a settimana e Brisbane sei volte a settimana.
Dal 17 giugno 2010, Royal Brunei Airlines ha comprato vari Boeing 777-200ER ex-Singapore Airlines per sostituire la flotta di Boeing 767 restituiti ai rispettivi locatori; il servizio inaugurale con i Boeing 777 è stato quello da Bandar Seri Begawan a Londra Heathrow via Dubai, il 17 giugno. L'ultimo Boeing 767 della compagnia, in servizio da molto tempo, è stato ritirato dal servizio il 27 settembre. Nel corso dell'anno è stato inoltre annunciato un servizio quattro volte a settimana dal Brunei a Melbourne con Boeing 777-200ER, a partire dal 29 marzo 2011. Il 12 febbraio 2011, Brudirect.com ha riferito che Robert Yang aveva annunciato le sue dimissioni da amministratore delegato di Royal Brunei Airlines, con effetto dal 1º marzo 2011.

### Piano di stabilizzazione (2012-presente)
Il 21 giugno 2012, Royal Brunei Airlines ha annunciato che la compagnia stava attuando un piano per migliorare le proprie operazioni, le "performance" finanziarie e l'esperienza del servizio clienti, le operazioni a terra per tutti gli aeroporti. Come parte del piano, i servizi per Auckland, Brisbane, Perth e Ho Chi Minh City sono stati sospesi dopo gli ultimi voli di linea di ottobre 2012. I voli per Kuching sono stati sospesi dopo l'ultimo volo programmato di luglio 2012.
Nel 2013, la compagnia ha noleggiato altri due Airbus A320 e cinque Boeing 787 per rafforzare e rivitalizzare rispettivamente la rete regionale e le rotte internazionali. Il primo dei cinque Boeing 787, con numero di registrazione V8-DLA, è stato consegnato il 4 ottobre 2013. Tutti i Boeing 787 sono dotati di motori Rolls-Royce Trent 1000.
Il 18 ottobre 2013, il servizio Bandar Seri Begawan - Singapore è stato utilizzato come volo inaugurale del 787. I voli per Londra Heathrow via Dubai con i 787 sono iniziati il 2 dicembre 2013. Il 6 novembre 2013, Royal Brunei Airlines ha illustrato i piani per offrire un "servizio Dreamliner al 100%" su tutte le sue rotte a lungo raggio. All'epoca, la compagnia aerea aveva preso in considerazione l'India meridionale per la sua prossima espansione. RB, che a novembre 2013 operava con quattro Airbus A320 e due Airbus A319, prevedeva anche di espandere la propria flotta di aeromobili a corto raggio a "due cifre". La compagnia aerea ha preso in considerazione l'acquisto di Boeing 737 o Airbus A320 di ultima generazione. Questi aeromobili a corto raggio potrebbero essere utilizzati anche per i voli verso l'Australia, come parte del suo futuro piano di espansione.
RB ha ripreso i voli per Bali quattro volte a settimana, a partire da luglio 2014. A partire dal 17 ottobre 2014, RB ha ripreso i voli per Ho Chi Minh City quattro volte a settimana, cercando di utilizzare la destinazione per collegarsi con i principali mercati regionali e internazionali. La compagnia ha preso in leasing due nuovi Airbus A320, consegnati a settembre e novembre 2015, per sostituire i due Airbus A319. Ciò ha segnato l'inizio del programma di ammodernamento della flotta a fusoliera stretta, con la consegna di dieci Airbus A320neo a partire dalla fine del 2017.

## Servizi

### Lounge
Skylounge è la Lounge della Royal Brunei Airlines all'aeroporto internazionale del Brunei, che è stata aperta nel gennaio 2004 e occupa un'area nella sala di partenza (Airside) dell'aeroporto.Il salotto è riservato esclusivamente ai passeggeri della Royal Brunei e della classe economica (con Priority Pass), e Royal Skies Gold and Silver Members. Il salone può anche essere utilizzato da membri qualificanti di altre compagnie aeree, con un accordo con Royal Brunei Airlines per usare il salone, come Singapore Airlines.

### In volo
Royal Brunei non serve bevande alcoliche a bordo dei suoi voli. Ai passeggeri non musulmani è tuttavia autorizzato a portare proprie bevande per il consumo a bordo. Ciò riflette la politica del governo bruneo sulla vendita e l'importazione di alcol in Brunei. Tutti i pasti in volo serviti sono halal.

### Programma fedeltà
Royal Skies è il programma fedeltà della Royal Brunei Airlines, composto da tre livelli. Lanciato nel maggio 2003, i membri guadagnano miglia effettive su ogni volo della compagnia, o utilizzando i prodotti e/o i servizi di Royal Skies Partners.
Le miglia maturate dai membri possono essere riscattate per voli gratuiti o miglioramento dei posti in volo. Un premio di aggiornamento gratuito parte da 5.000 miglia, mentre il rimborso per un volo gratuito inizia da 15.000 miglia.

## Destinazioni

### Accordi commerciali
Al 2022, Royal Brunei Airlines ha accordi di codeshare/interline con le seguenti compagnie:
- Air India
- Air France
- All Nippon Airways
- Asiana Airlines
- Bangkok Airways
- British Airways
- Cathay Pacific
- China Airlines
- China Eastern Airlines
- Emirates
- Ethiopian Airlines
- Flydubai
- Garuda Indonesia
- Gulf Air
- Hong Kong Airlines
- Japan Airlines
- KLM Royal Dutch Airlines
- Korean Air
- Malaysia Airlines
- Myanmar Airways International
- Philippine Airlines
- Qantas
- Qatar Airways
- Saudia
- Singapore Airlines
- Thai Airways International
- Turkish Airlines
- Vietnam Airlines
- Virgin Australia

## Flotta

### Flotta attuale

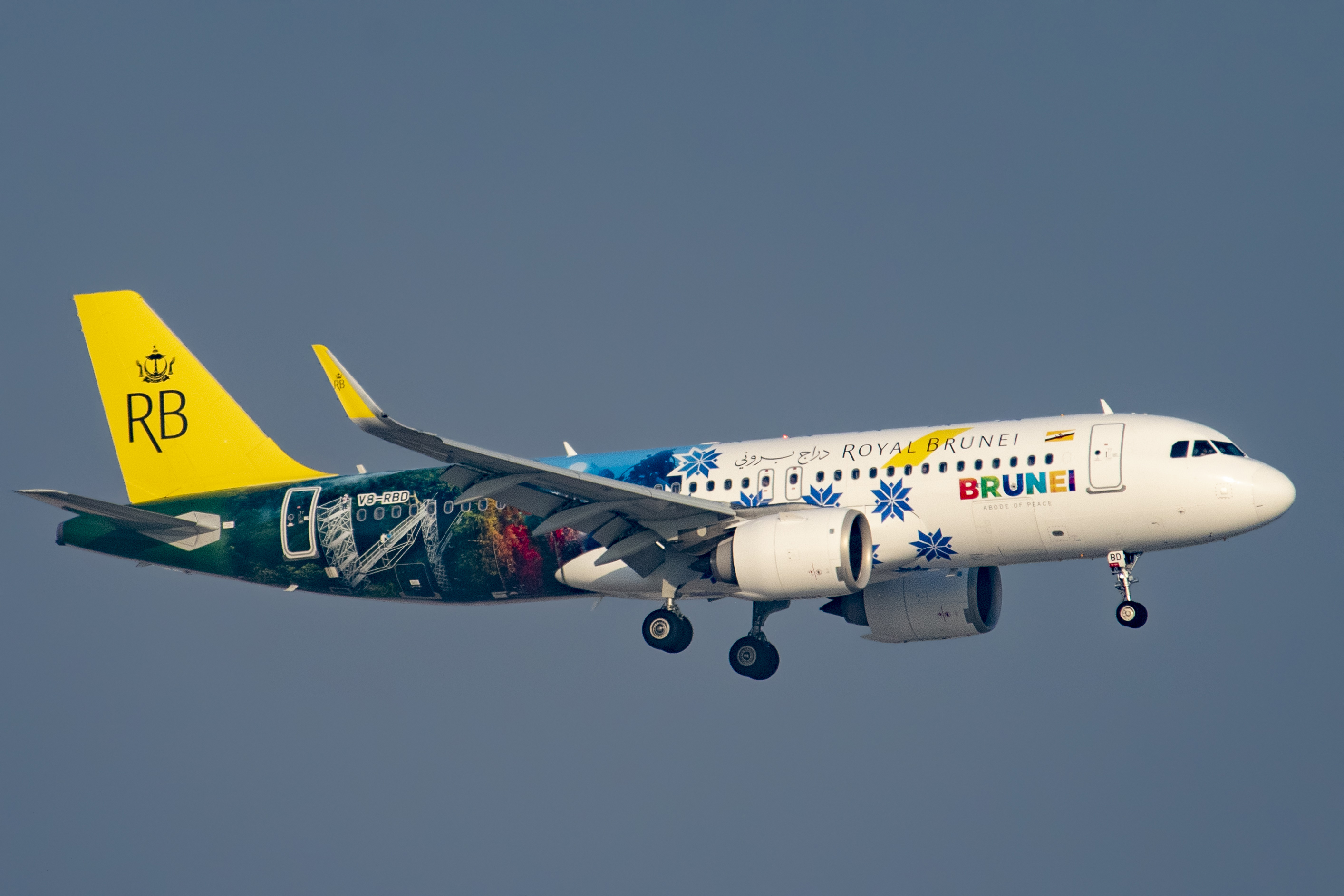
Un Airbus A320neo in livrea speciale.

Ad aprile 2024 la flotta di Royal Brunei Airlines è così composta:

### Flotta storica

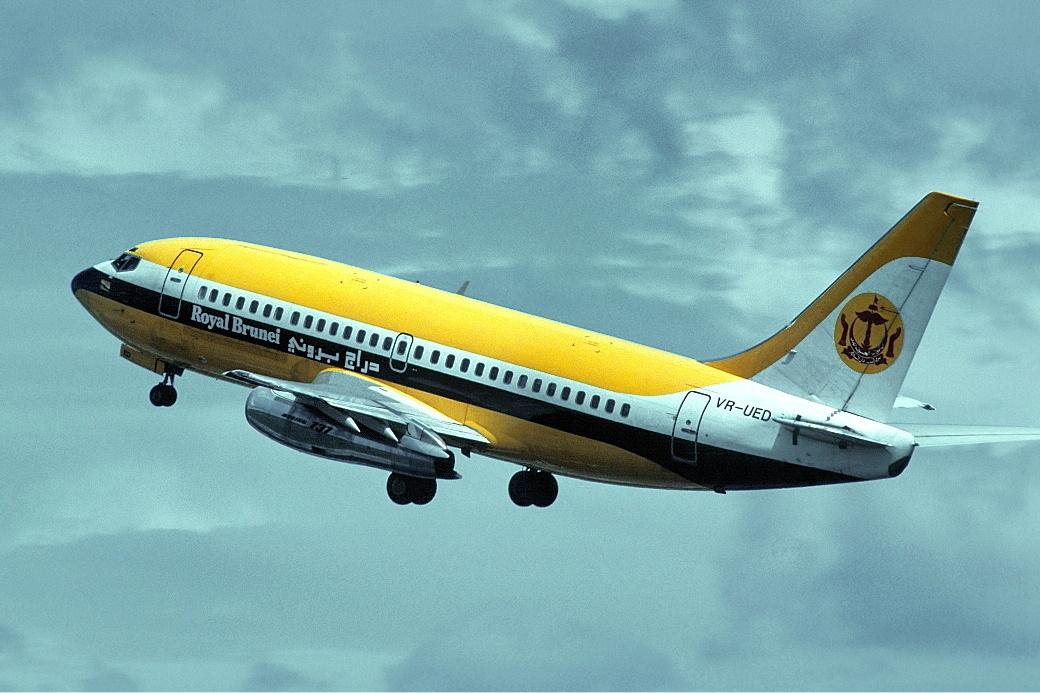
Un Boeing 737-200.

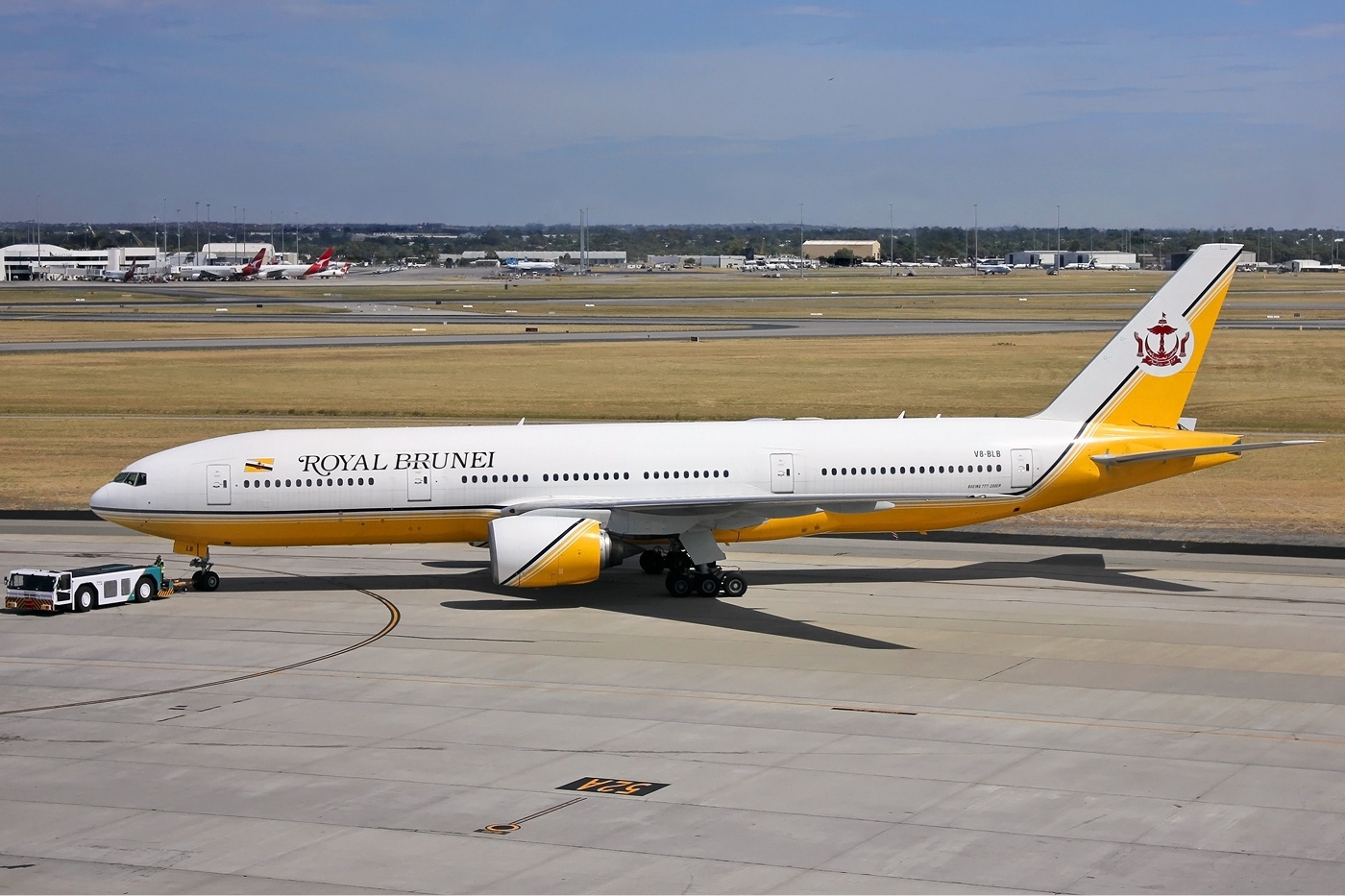
Un Boeing 777-200ER.

Royal Brunei Airlines operava in precedenza con i seguenti aeromobili:

## Incidenti
- 6 settembre 1997: il volo Royal Brunei Airlines 238, operato da un Dornier Do 228 marche 9M-MIA, è precipitato in avvicinamento a Miri, Malesia, provocando la morte di tutte le 10 persone a bordo.[10]